# Свет-Молдавский, Георгий Яковлевич
Георгий Яковлевич Свет-Молдавский (англ. George J. Svet-Moldavsky; 1928, Москва — 20 апреля 1982, Нью-Йорк) — советский вирусолог, онколог, иммунолог. Доктор медицинских наук, профессор, член-корреспондент Академии медицинских наук СССР.

## Биография
- В 1949 году окончил 2-й Московский медицинский институт.
- В 1953—1956 годах работал старшим научным сотрудником Ростовского НИИ эпидемиологии и микробиологии.
- В 1955 году разработал и позднее внедрил безаллергенную вакцину против бешенства.
- с 1956 года — старший научный сотрудник, заведующий лабораторией НИИ стандартизации и контроля медицинских биологических препаратов, председатель проблемной комиссии по вирусологии и иммунологии рака АМН.[2]

Последние годы жизни провёл в США.
Жена — иммунолог, вирусолог и онколог Инна Свет-Молдавская (род. 1925, Саратов).

## Награды
- Государственная премия СССР (1967)[8]

## Научные работы
Написал более 200 научных работ. Среди них 6 монографий.

## Фильмы
- О научной деятельности Свет-Молдавского снят фильм «Спешите делать добро» (реж. Лео Бакрадзе, 1975)